# آدم إنرايت
آدم إنرايت هو لاعب كرلنغ كندي، ولد في 16 نوفمبر 1983 في روزاليند في كندا.

## وصلات خارجية
- آدم إنرايت على موقع الاتحاد الدولي للكرلنغ (الإنجليزية)
- آدم إنرايت على موقع اللجنة الأولمبية الدولية (الإنجليزية)
- آدم إنرايت على موقع أوليمبيديا (الإنجليزية)
- آدم إنرايت على موقع اللجنة الأولمبية الكندية (الإنجليزية)